# Mr. Wrestling II
John Francis Walker, meglio conosciuto con il ring name di Mr. Wrestling II, detto Johnny (Charleston, 10 settembre 1934 – Mililani Town, 10 giugno 2020), è stato un wrestler statunitense.
È noto per avere militato nelle promozioni Championship Wrestling from Florida e Georgia Championship Wrestling a cavallo tra gli anni settanta e ottanta.

## Carriera

### I primi anni (1956–1964)
Walker iniziò ad allenarsi sotto la tutela di Tony Morelli e Pat O'Connor. Compì il proprio debutto nel 1955 utilizzando il ring name di Johnny Walker.
Tra la fine degli anni cinquanta e i primi anni sessanta la sua gimmick mutò in quella di Johnny "Rubberman" Walker, un lottatore solido ed esperto ma alquanto mediocre. Il soprannome derivava dalla sua flessibilità sul ring.
Si ritirò per la prima volta appena ventinovenne, nel 1964.

### The Grappler (1967–1972)
Il ritirò tuttavia non durò molto e Walker tornò a competere a partire dal 1967. Nei primi anni settanta militò in una promozione indipendente della Florida, sotto le vesti di un personaggio mascherato chiamato "The Grappler".

### Mr. Wrestling II (1972–1989)
Al 1972 lottava ormai sporadicamente e gestiva una stazione di servizio nel Tennessee. Un promoter della Georgia, Paul Jones, e il booker Leo Garibaldi gli chiesero di tornare a lottare come un personaggio mascherato dal nome di Mr. Wrestling II. Presentato inizialmente come compagno di squadra dell'originale Mr. Wrestling (Tim Woods), Walker arrivò poi a sostituirlo in numerose occasioni. Eddie Graham, proprietario della federazione NWA Florida, deteneva anche una parte della promozione del Georgia e fece competere i propri wrestler in entrambe le aziende.
A Georgia Mr. Wrestling II divenne immediatamente un wrestler di punta e vinse il titolo dei pesi massimi in ben dieci occasioni. Durante questo periodo era considerato addirittura tra i cinque wrestler più famosi negli Stati Uniti, arrivando a essere idolizzato anche dall'allora governatore della Georgia nonché futuro presidente Jimmy Carter.
Benché gran parte della sua carriera tra gli anni settanta e ottanta si fosse concentrata nel sud-est degli Stati Uniti, fece comunque importanti apparizioni nella Mid-South Wrestling tra il 1983 e il 1984, in qualità di allenatore e mentore del giovane Terry Allen. Furono mandati in onda numerosi video promozionali della coppia, commentati da Reisor Bowden o Jim Ross, che mostravano Wrestling II intento a dare istruzioni al suo allievo oppure impegnato con lui in sessioni di allenamento. Come tag team i due vinsero anche i titoli di coppia della federazione, il 25 dicembre 1983, avendo la meglio su Butch Reed e Jim Neidhart.
Una serie di disfatte e incomprensioni portarono tuttavia i due a sciogliersi e a combattere l'uno contro l'altro. Gli screzi iniziarono quando Wrestling II abbandonò un sanguinante Allen nel bel mezzo di un incontro con i Midnight Express. La settimana seguente decise di gettare la spugna in un match che costò all'allievo la possibilità di partecipare a un torneo per il titolo televisivo, motivando la propria scelta a un taglio troppo profondo. Nel frattempo ebbe l'occasione di vincere il titolo nordamericano ai danni di Junkyard Dog, che avrebbe poi perso contro lo stesso Magnum T.A. a Tulsa il 13 maggio 1984.
Dopo alcuni anni da singolo si ritirò per la seconda volta nel 1989.

### Hawai'i Championship Wrestling
Negli anni duemila si occupò di gestione dei talenti all'interno della Hawai'i Championship Wrestling. Il 13 ottobre 2007 combatté un'ultima volta quando vinse le cinture di coppia a fianco del suo nuovo pupillo Mr. Wrestling 3.

## Fuori dal ring
Jimmy Carter, governatore della Georgia e futuro presidente degli Stati Uniti, e la madre Lillian consideravano Mr. Wrestling II come il loro lottatore preferito. Walker fu addirittura invitato all'inaugurazione di Carter nel 1977, ma rifiutò gentilmente. Per ragioni di sicurezza la United States Secret Service gli aveva chiesto di apparire senza maschera, ma Walker preferì proteggere la vera identità del suo personaggio. Ai tempi Mr Wrestling II era infatti così popolare che egli stesso volle evitare di apparire in pubblico senza maschera. Ciò nonostante ebbe l'occasione di incontrare privatamente la famiglia Carter in svariate occasioni, comunque sotto rigoroso controllo della Secret Service.
È morto il 10 giugno 2020, all'età di 85 anni.

## Personaggio

### Mossa finale
- Million Dollar Kneelift (High knee)[8]

### Soprannomi
- "Rubberman" Johnny Walker[4]

## Titoli e riconoscimenti
- Big Time Promotions
  - Big Time Television Championship (2)[9]
- Championship Wrestling from Florida
  - NWA Florida Heavyweight Championship (2)
  - NWA Florida Tag Team Championship (1) – con Boris Malenko
  - NWA Southern Heavyweight Championship (Florida version) (1)
- Continental Championship Wrestling
  - NWA Alabama Heavyweight Championship (1)
- Deep South Wrestling
  - DSW American Championship (1)
  - Deep South Heavyweight Championship (1)
- Hawai'i Championship Wrestling
  - HCW Kekaulike Heritage Tag Team Championship (1) – con Mr. Wrestling III
- Mid-South Sports / Georgia Championship Wrestling
  - NWA Georgia Heavyweight Championship (10)
  - NWA Macon Heavyweight Championship (4)
  - NWA Georgia Tag Team Championship (5) – con Bob Orton Jr. (1), Mr. Wrestling I (3), e Tony Atlas (1)
  - NWA Macon Tag Team Championship (3) – con Mr. Wrestling I (2), e Jerry Lawler (1)
  - NWA Southeastern Tag Team Championship (Georgia version) (1) – con Bill Dromo
- National Wrestling Alliance
  - NWA Hall of Fame (Classe del 2012)[10]
- NWA Tri-State / Mid-South Wrestling Association
  - Mid-South Mississippi Heavyweight Championship (1)
  - Mid-South North American Championship (1)
  - Mid-South Tag Team Championship (2) – con Tiger Conway Jr. (1), e Magnum T.A. (1)
  - NWA North American Heavyweight Championship (Tri-State version) (1)
- NWA Big Time Wrestling
  - NWA Texas Tag Team Championship (1) - con Amazing Zuma
- NWA Mid-America
  - NWA Southern Tag Team Championship (Mid-America version) (9) – con Ken Lucas (2), Bob Ramstead (1), Sundown Kid (1), Dennis Hall (3), Tojo Yamamoto (1), e Bearcat Brown (1)
  - NWA United States Junior Heavyweight Championship (4)
  - NWA United States Tag Team Championship (Mid-America version) (1) – con Oni Maivia[11][12]
  - NWA World Tag Team Championship (Mid-America version) (4) – con Len Rossi (2) e Bearcat Brown (2)
- North American Wrestling Alliance
  - NAWA Television Championship (1)[9]
- Professional Wrestling Hall of Fame
  - Classe del 2014[13]
- Pro Wrestling Illustrated
  - PWI Wrestler of the Year (1975)
  - PWI Most Popular Wrestler of the Year (1980)
- Southern Championship Wrestling (Georgia)
  - SCW Tag Team Championship (1) - con Ranger Ross[9]
- World Championship Wrestling
  - WCW Hall of Fame (Classe del 1993)
- Wrestling Observer Newsletter awards
  - Most Overrated (1980)